# El Toro (montaña rusa)

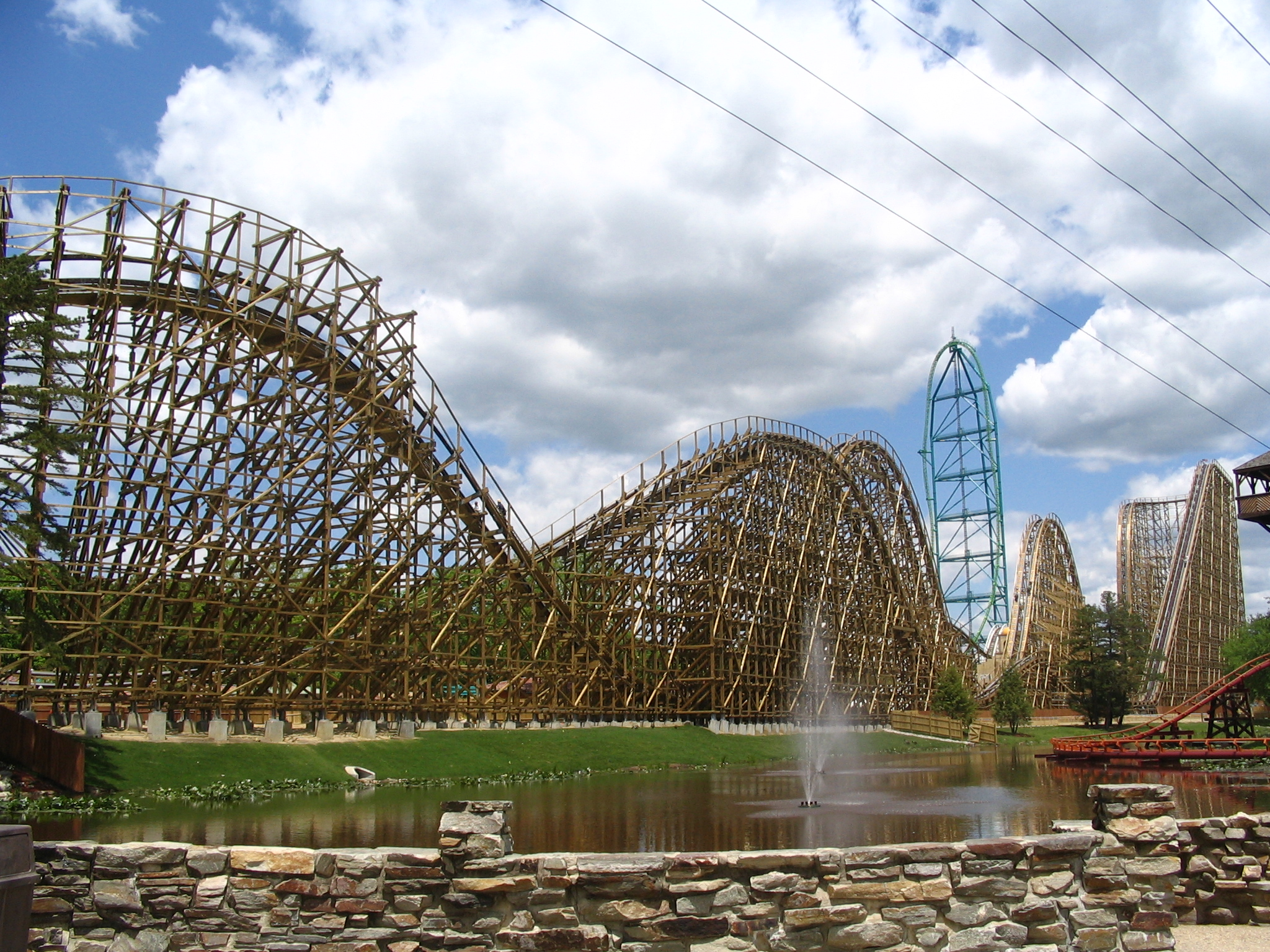
El Toro.

El Toro es una montaña rusa de madera diseñada por Intamin AG que se encuentra en el parque de atracciones Six Flags Great Adventure. Fue inaugurada el día 11 de junio de 2006 como la montaña rusa de madera con el mayor grado de inclinación vertical del mundo, exactamente 76° (este récord lo tuvo hasta el año 2008, en el cual la T Express la superó por 1º). También es famosa por su altura (55 metros), su velocidad (113 km/h) y por ser la primera de madera en usar un cable de subida o cable lift en vez de la tradicional subida de cadena o chain lift. Es también digno de mención que, a causa de las elevadas fuerzas G negativas que los pasajeros soportan durante el trayecto y especialmente durante los "tiempos en aire" o air times, las barras de sujeción son muy justas y están muy acopladas a los pasajeros, cosa que causa bastantes problemas a las personas mayores, con sobrepeso o de elevada estatura.
El Toro es la atracción principal de una nueva área tematizada en México llamada "Plaza Del Carnaval".

## Ficha
| Localización       | Six Flags Great Adventure (Nueva Jersey, Estados Unidos) |
| Tipo               | Madera / Wooden Coaster                                  |
| Altura             | 55,2m / 53,6m de caída                                   |
| Velocidad          | 112,7km/h                                                |
| Longitud           | 1341,1m                                                  |
| N.º de inversiones | 0                                                        |
| Duración           | 102 s                                                    |

Es normal que las personas busquen experimentar emociones cada vez más intensas, esto explica la gran novedad que provoca la inauguración de una nueva montaña rusa de mayor altura, velocidad y grado de inclinación. Es en las nuevas generaciones que esto cala más profundo debido a que ya están sometidos desde temprana edad a experiencias con la velocidad, con la gravedad y con movimientos vertiginosos tanto reales como virtuales. así que las nuevas generaciones necesitan más dosis de adrenalina que las generaciones precedentes.